# Araneus bonali
Araneus bonali es una especie de araña de la familia Araneidae. Es endémica de la España peninsular.